# Tawa hallae
Tawa hallae és una espècie extinta de dinosaure teròpode que visqué a Nord-amèrica, aleshores integrada en el supercontinent de Pangea, durant el Triàsic superior, fa entre 213 i 215 milions d'anys. Fou descrit el 2009 a partir de fòssils trobats al jaciment paleontològic del Ghost Ranch, al centre-nord de Nou Mèxic (Estats Units). Es calcula que feia uns 250 cm de llargada i pesava uns 15 kg. Tenia el musell punxegut, les dents superiors grosses i les cames esveltes.
És probablement el teròpode basal més veloç conegut. Devia caçar protodinosaures i altres animals menuts.
Els resultats d'una comparació entre T. hallae i dos altres dinosaures carnívors descoberts al Ghost Ranch foren interpretats pels seus descriptors com un indici que l'origen evolutiu dels dinosaures se situa a Sud-amèrica.
Es tracta de l'única espècie del gènere Tawa. El nom genèric Tawa es refereix al déu solar de la mitologia hopi, mentre que el nom específic hallae li fou assignat en honor de Ruth Hall, en reconeixement de la seva tasca de recol·lecció de nombrosos espècimens del Ghost Ranch.